# OGLE-TR-122

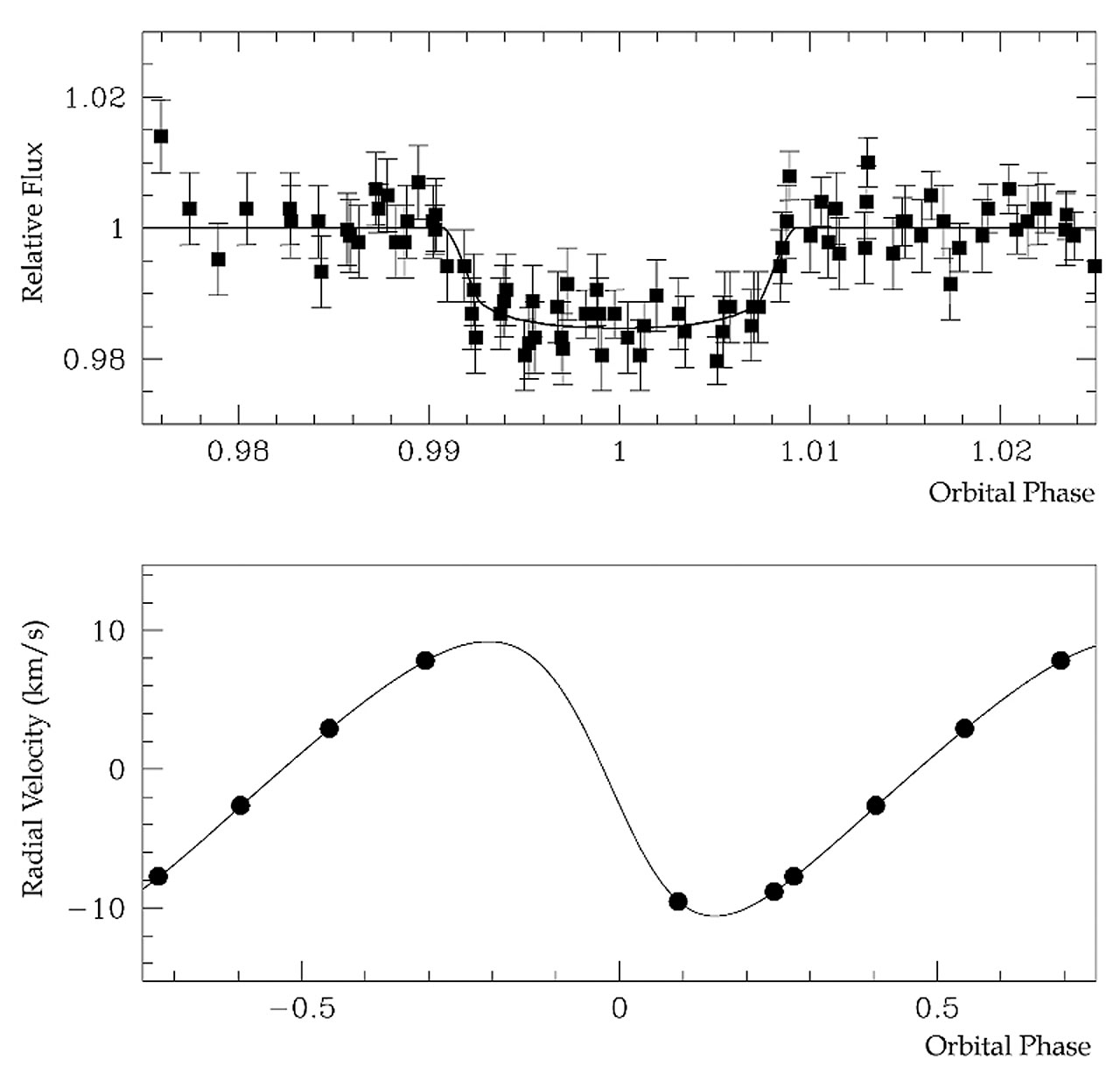
Ljusstyrka «Dip» och hastighetsvariationer av OGLE-TR-122.

OGLE-TR-122 är en dubbelstjärna i norra delen av stjärnbilden Kölen och har även variabelbeteckningen V817 Carinae. Den har en kombinerad skenbar magnitud av ca 15,61 och kräver ett kraftfullt teleskop för att kunna observeras. Baserat på parallaxmätning inom Hipparcosuppdraget på ca 0,55 mas, beräknas den befinna sig på ett avstånd på ca 7 000 ljusår (ca 2 150 parsek) från solen.

## Egenskaper
Primärstjärnan OGLE-TR-122 A tros vara en solliknande en gul till vit stjärna i huvudserien av okänd spektralklass ? och klassificeras som planetpassage-variabel. Följeslagarens observerade transitering ger det första direkta beviset för en stjärna med en radie som är jämförbar med Jupiters. Den har en massa som är ca 0,98 solmassor, en radie som är ca 1,0 solradier och en effektiv temperatur av ca 5 700 K.

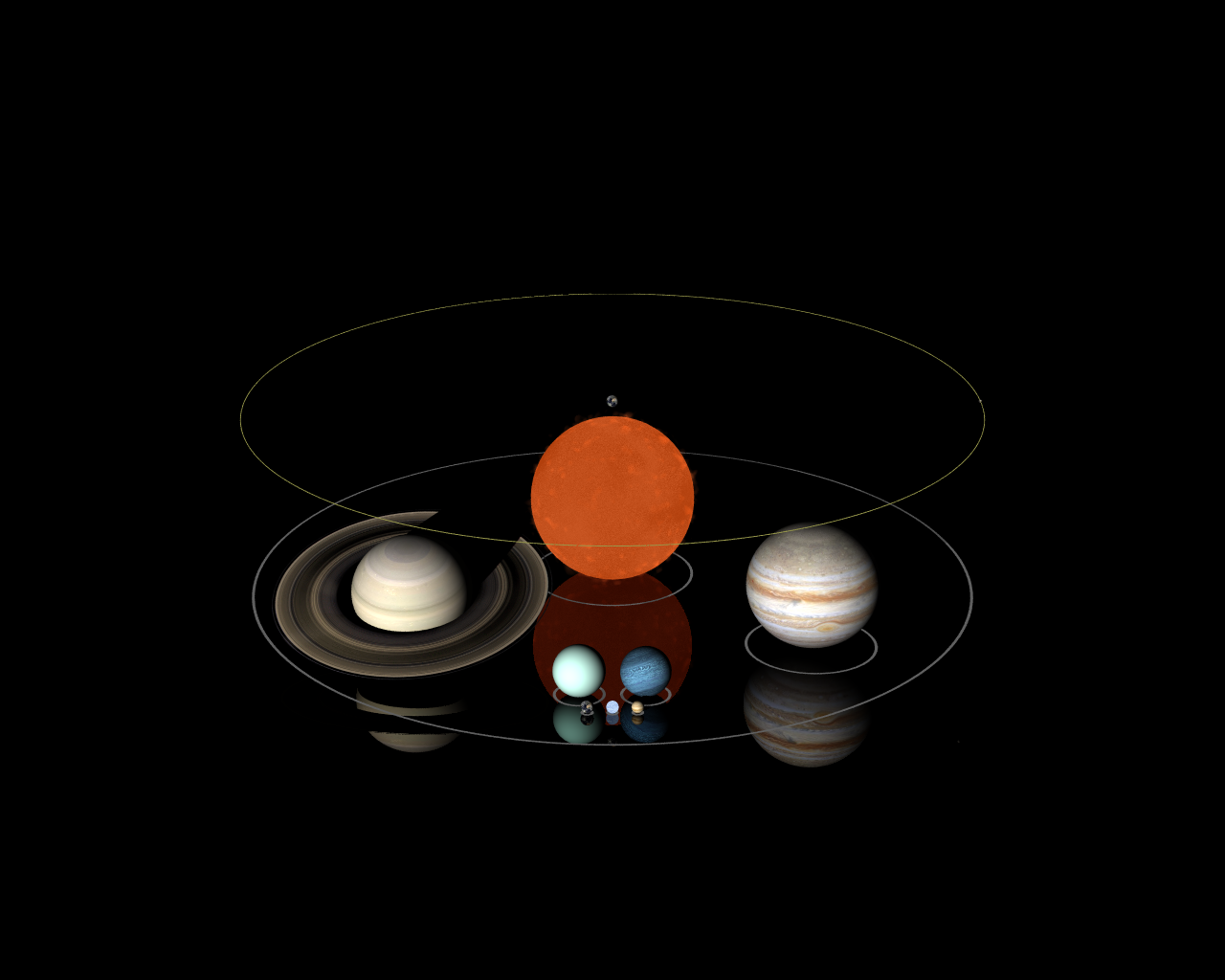
Jord - månen kretsar runt, Saturnus, OGLE-TR-122b, Jupiter och andra objekt, i skala.

Följeslagaren OGLE-TR-122 B är en röd dvärgstjärna i huvudserien av spektralklass M (b). Den har en massa som är ca 0,092 solmassa och en radie som är ca 0,12 solradie. Detta gör dess genomsnittliga täthet ungefär 50 gånger solens eller över 80 gånger densiteten av vatten. Den cirkulerar kring primärstjärnan med en omloppsperiod av ca 7,3 dygn och en excentricitet på 0,21. Dess massa är nära den lägsta möjliga massan för att upprätthålla kärnfusion av väte i en stjärna, beräknad till cirka 0,07 eller 0,08 solmassor.